# 鍾靈
鍾靈，金庸武俠小說《天龍八部》人物，機靈可愛、明豔照人，養有1隻會咬敵人的閃電貂，是段譽遇到的首位妹子玩伴，結局成為賢妃。段正淳、情婦“俏藥叉”甘寶寶之女，養父是「見人就殺」钟萬仇。其历史原型为大理宪宗段和誉的妃子鍾賢妃。

## 生平
鍾靈是大理國鎮南王段正淳、其情婦「俏夜叉」甘寶寶之親女，養父是甘寶寶之夫「見人就殺」钟萬仇，但鍾靈、钟萬仇一直不知道鍾靈是段正淳女兒這事實。從小住在萬劫谷，養了一隻閃電貂，毒性強烈，靈動之極。她與段譽第一次會面在大理無量山中，穿著翠綠小鞋，帶著閃電貂坐在樑上，其時無量劍派正在比試武藝，段譽譏笑龔姓漢子摔倒，於是被無量劍派攻擊，鍾靈便放閃電貂解救之，無量劍派要她下來，鍾靈又放閃電貂咬之，後來被神農幫困在無量山上，段譽找木婉清救她。在自家萬劫谷中，段譽、木婉清被迫服下名為「陰陽合和散」的春藥，但因眾人都認為二人為兄妹而不得成婚，鍾靈便試圖解救他們，但後來被大理三司之一「司徒」華赫艮挖地洞偷偷和木婉清掉包。鍾靈出场很早，但萬劫谷救出木婉清之後她的戲份一直很少，下次出現，是在少室山下，段譽正受重傷，鍾靈細心對待，後來便和段譽同行。後來和段譽諸人前往西夏應召駙馬時，與木婉清巧遇，並從木婉清口中得知自己的身世和自己和段譽的關係。在世紀新修版中，由於段譽的真實身世證實二人不是親生兄妹，鍾靈得以成為段譽的妻子，封賢妃。

## 相關人物
- 父親 - 段正淳
- 母親 - 甘寶寶
- 異母姐妹 - 阿朱、阿紫、木婉清、王語嫣

## 影視形象

### 劇集
- 黃杏秀：香港無綫電視《天龍八部》（1982年）
- 戈偉如：台灣中視《天龍八部》（1990年）
- 何美鈿：香港無線電視《天龍八部》（1997年）
- 楊蕊：江蘇省廣播電視總台、九洲音像出版公司聯合出品《天龍八部》（2003年）
- 毛曉彤：中國華策影視、東陽大千影視聯合出品《天龍八部》（2013年）
- 孫雅麗：中國新麗傳媒《新天龍八部》（2021年）

### 電影
- 林珍奇：《天龍八部》（1977年），邵氏公司